# St. Clairsville (Ohio)
St. Clairsville is een plaats (city) in de Amerikaanse staat Ohio, en valt bestuurlijk gezien onder Belmont County.

## Demografie
Bij de volkstelling in 2000 werd het aantal inwoners vastgesteld op 5057.

## Geografie
Volgens het United States Census Bureau beslaat de plaats een oppervlakte van
5,6 km², geheel bestaande uit land.

## Plaatsen in de nabije omgeving
De onderstaande figuur toont nabijgelegen plaatsen in een straal van 16 km rond St. Clairsville.